# Hennie du Plessis
Hennie du Plessis, född 14 oktober 1996 i Kempton Park, är en sydafrikansk professionell golfspelare som spelar för Liv Golf och på PGA European Tour. Han har tidigare spelat bland annat på Challenge Tour.
du Plessis var med och vinna lagtävlingen, tillsammans med landsmännen Branden Grace, Louis Oosthuizen och Charl Schwartzel, vid Liv Golfs första deltävling på Centurion Club. Han kom tvåa i den individuella tävlingen, ett slag mer än vinnaren Schwartzel. Tack vare det vann du Plessis 2,965 miljoner amerikanska dollar; 2,215 miljoner för att komma tvåa och 750 000 för att vara en del av det vinnande laget. du Plessis var också med i den efterföljande tävlingen på Pumpkin Ridge Golf Club, när laget kom tvåa i lagtävlingen och han kunde inkassera ytterligare 375 000 dollar utöver de 150 000 dollar som du Plessis fick för att komma på 33:e plats. I den tredje deltävlingen på Trump National Golf Club Bedminster blev det dock en besvikelse både för honom själv och laget när han kom bara på en 44:e plats och fick 127 000 dollar i prispengar medan laget kom inte bland de tre första.